# Postpolitika
Pojem postpolitika ve společenských vědách označuje koncept změny v přístupu k řízení společnosti. Často je spojován s pojmy „post-demokracie“ a „depolitizace“. Jedná se o proces, při kterém se rozhodování a vytváření řešení společenských, ekonomických a politických problémů přenáší z politických zástupců na odborníky. Dopadem této změny může být menší zapojení občanů a redukce důležitosti veřejné debaty.

## Depolitizace
Za počátek éry, kterou je možné označit jako postpolitickou, je označováno prohlášení Francise Fukuyamy o tzv. konci historie. Události roku 1989 znamenaly následný konec soupeření mezi jednotlivými politickými ideologiemi. Dominantním systémem konce 20. a začátku 21. století se stala liberální demokracie ve spojení s kapitalismem. V tomto systému se začal projevovat fenomén depolitizace. Jednotná definice tohoto pojmu napříč jednotlivými obory neexistuje, Flinders a Buller jej však souhrnně definují jako „soubor nástrojů, mechanismů a institucí, jejichž prostřednictvím se politici pokoušejí přesunout k nepřímému způsobu vládnutí, a kterými se snaží přesvědčit lid, že nemohou být přímo zodpovědni za žádný konkrétní problém, oblast legislativy či specifické rozhodnutí.“ K depolitizaci podle Flinderse a Butlera dochází třemi způsoby:
- institucionální depolitizace – přenesení moci a odpovědnosti na podřízené, částečně autonomní instituce,
- depolitizace na základě pravidel – vytvoření takových pravidel pro rozhodovací proces, která omezují nutnost politického uvažování,
- depolitizace skrze formování preferencí – vytváření takového veřejného narativu, ve kterém jsou některé problémy vnímány jako ležící mimo rámec politiky.[5]

V důsledku depolitizace dochází ke snížení přímých pravomocí politiků, a jejich přenesení na odborníky a technokratický aparát. Vytvoření systému nepřímého vládnutí také může představovat strategickou výhodu a zabránit zahlcení politického systému. Z depolitizace profitují politici tak, že mohou přenést vlastní zodpovědnost na jiné aktéry, a snížit tak případné negativní dopady na ně samotné. Tyto dopady jsou z pohledu neoliberálního systému vnímány jako žádoucí, zároveň jsou však častým terčem kritiky. 
V rámci postpolitiky dochází k redukci společenských problémů na takové, jež mají být řešeny skrze technokratická opatření. Možnosti řešení těchto problémů jsou již předem značně omezené, proto může docházet ke snížení vlivu lidu na rozhodovací proces. Převládajícím narativem politiků a liberálního establishmentu je představa, že „jsme v tom všichni společně“ a neexistuje jiná alternativa.

## Teorie postpolitiky
Za hlavní teoretiky konceptu postpolitiky jsou označováni Jacques Rancière, Slavoj Žižek a Chantal Mouffeová.

### Rancière a post-demokracie
Rancière používá termín „post-demokracie“ pro systém, ve kterém dochází k „zapření“ politiky. Tohoto je docíleno specifickou kombinací několika způsobů. Těmi jsou:
- archepolitika – snaha vytvořit takový společenský prostor, ve kterém nezbývá žádný prostor pro politické momentum,[10]
- parapolitika – přeměna politiky na souboj předem uznávaných institucí v rámci společenské hierarchie,[10]
- metapolitika – přenesení politiky na abstraktní principy.[11]

Podle Rancièra tímto procesem dochází k nabourávání demokracie, a to skrze odstraňování demokratických prvků, a jejich nahrazováním rétorikou o společenském konsensu.

### Postpolitika podle Slavoje Žižka
Žižek postpolitiku definuje jako systém, ve kterém je na rozdíl od jiných způsobů depolitizace politično předem vyloučeno. Podle Žižka je nejzásadnějším dopadem postpolitiky nemožnost jedince zobecnit své problémy a vnímanou nespravedlnost na celospolečenskou úroveň. V rámci postpolitiky dochází skrze systém expertů a technokratů ke znemožnění přenášení specifických požadavků do obecné dimenze. Jediným možným způsobem vyjádření této skutečnosti se tedy stávají násilné a iracionální „přechody k činu“. Žižek také k Rancièrově rozlišení přidává ještě čtvrtý způsob popření politického, a to skrze tzv. ultrapolitiku – depolitizaci skrze přímou militarizaci politiky.

### Chantal Mouffeová a postpolitika
Mouffeová definuje politično skrze rozměr antagonismu, který utváří lidská společenství. V rámci postpolitického uspořádání však dochází k potlačení tohoto antagonismu, což vede k návratu potlačených fenoménů, jako je například náboženský fundamentalismus.